# 安赫尔·莱昂·戈萨洛
安赫尔·莱昂·戈萨洛（西班牙語：Ángel León Gozalo，1907年10月2日—1979年8月10日），西班牙男子射击运动员。他曾代表西班牙参加1948年、1952年和1960年夏季奥林匹克运动会射击比赛，其中1952年奥运会获得一枚银牌。